# USS Gabrielle Giffords (LCS-10)
USS Gabrielle Giffords (LCS-10) — п'ятий корабель типу «Індепенденс» і десятий класу Бойових кораблів прибережної зони (LCS-1), який знаходиться в складі ВМС США.

## Назва
10 лютого 2012 року міністр ВМС США Рей Майбус оголосив назву корабля, який буде названий на честь колишнього члена Палати представників США від штату Аризона Габріель Гіффордс, яка 8 січня 2011 року о 10:00 годині за місцевим часом під час публічних заходів в рідному місті Тусон (штат Аризона) в супермаркеті мережі Safeway була важко поранена в голову і в критичному стані доставлена в Медичний центр університету в Тусоні. У січні 2012 року Гіффордс оголосила про відставку. 25 січня пішла зі своєї посади, з метою зосередитися на відновленні після важкого поранення.
Корабель стане 16-м військовим кораблем ВМС США, який буде названий на честь жінки. Також стане 13-м кораблем ВМС США з 1850 року, який буде названий на честь живої людини.

## Будівництво
USS «Gabrielle Giffords» (LCS-10) був збудований на корабельні компанії Austal USA в Мобіл, штат Алабама, відповідно до контракту від 16 березня 2012 року. Габріель Гіффордс, все ще відновлюючись від поранень, отриманих в результаті замаху 2011 року, відвідала закладку кіля яка відбулася 16 квітня 2014 року.
24 лютого 2015 року корабель було виведено з ангара і на баржі доставлено в сухий док, за допомогою якого був спущений на воду 25 лютого. 13 червня 2015 року в 12:00 годині за місцевим часом на корабельні в Мобіл відбулася церемонія хрещення. Хрещеною матір'ю корабля стала Джилл Байден, дружина віцепрезидента США Джозефа Байдена Р. Молодшого.
18 листопада завершив приймальні випробування, які проходили в Мексиканській затоці.
23 грудня переданий замовнику — ВМС США. 8 травня 2017 року залишив корабельню і почав перехід до місця введення в експлуатацію в Галвестон, штат Техас. 10 червня в порту Галвестон, штат Техас, відбулася церемонія введення в експлуатацію, на якій були присутні близько 2500 гостей. Місцем базування є військово-морська база в Сан-Дієго, штат Каліфорнія, куди прибув 5 липня 2017 року.

## Бойова служба
Після введення в експлуатацію Габріель Гіффордс провів кваліфікаційні випробування під час свого офіційного першого рейсу з Техасу до рідного порту Сан-Дієго, Каліфорнія через Панамський канал, прибувши на військово-морську базу Сан-Дієго 5 липня 2017 року.  Його було призначено до Приморського бойового корабельного ескадрону.
Влітку 2019 року корабель був оснащений безпілотниками MQ-8C Fire Scout і ракетами Naval Strike, а з вересня бере участь у розгортаннях біля берегів Китаю.

1 жовтня 2019-го року відбулись перші пуски протикорабельної ракети NSM з корабля. Корабель став першим бойовим кораблем військово-морського флоту США, який успішно запустив у прибережних водах острова Гуам норвезьку протикорабельну крилату ракету NSM (Naval Strike Missile). Вдале випробування NSM було проведено в рамках навчань Pacific Griffin-2019.

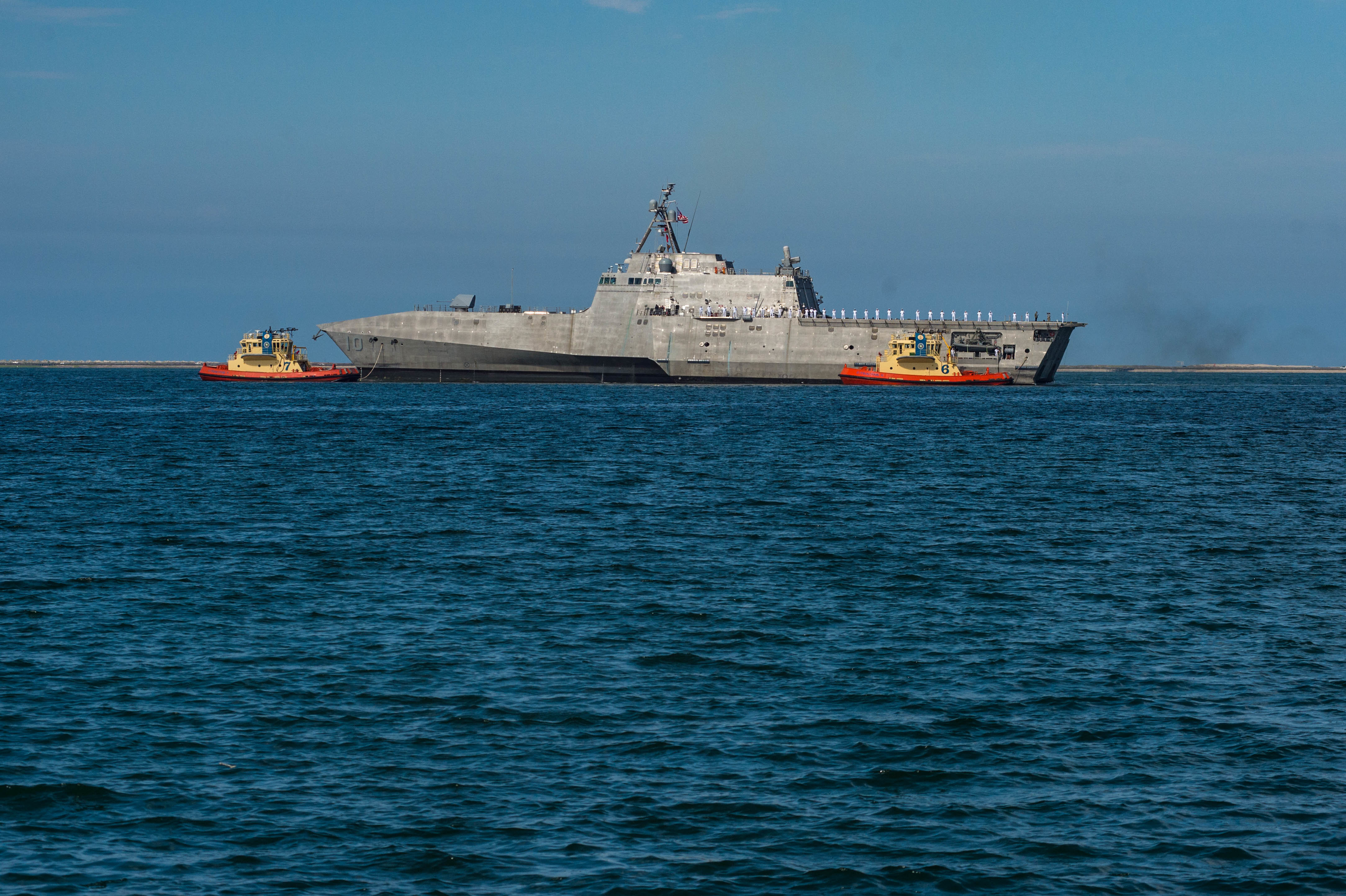
Габріель Гіффордс біля Сан-Дієго 5 липня 2017 року

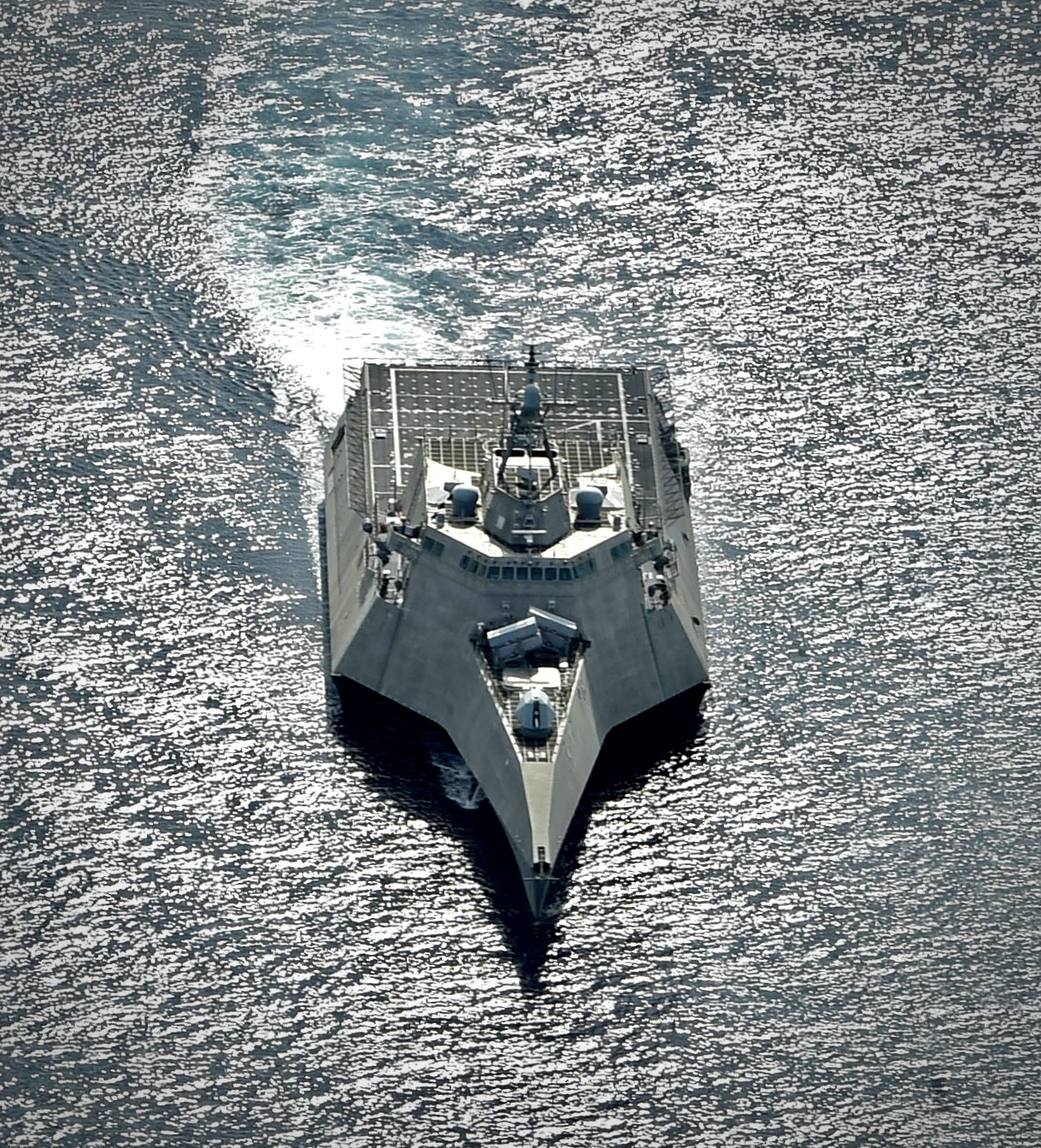
USS Gabrielle Giffords (LCS-10), під час патрулювання в Південно-Китайському морі, червень 2020 року

В лютому 2021 року корабель повернувся на військово-морську базу в Сан-Дієго після 17 місячного перебування на завданні в районах дій 7-го та 4-го флотів ВМС США.
19 березня 2021 року в рамках випробувань здійснив пуски ракет Naval Strike Missile (NSM).